# إيمي دو بوك دو ريفيري
إيمي دو بوك دي ريفيري Aimée du Buc de Rivéry (4 ديسمبر 1768 – ؟؟؟)  كانت وريثة فرنسية فقدت في البحر عندما كانت شابة. وهناك أسطورة مفادها أنها اختطفت من قبل قراصنة البربر، وبيعت على أنها محظية حريم وأنها هي نقشديل سلطان، سلطان فاليد (الملكة الأم) للإمبراطورية العثمانية ؛ لكن هذا لم يثبت. 